# Kristen Skjeldal
Kristen Skjeldal (né le 27 mai 1967 à Voss) est un fondeur norvégien. Il est double champion olympique de relais en 1992 et 2002 et médaillé de bronze du 30 km en 2002.

## Palmarès

### Jeux olympiques

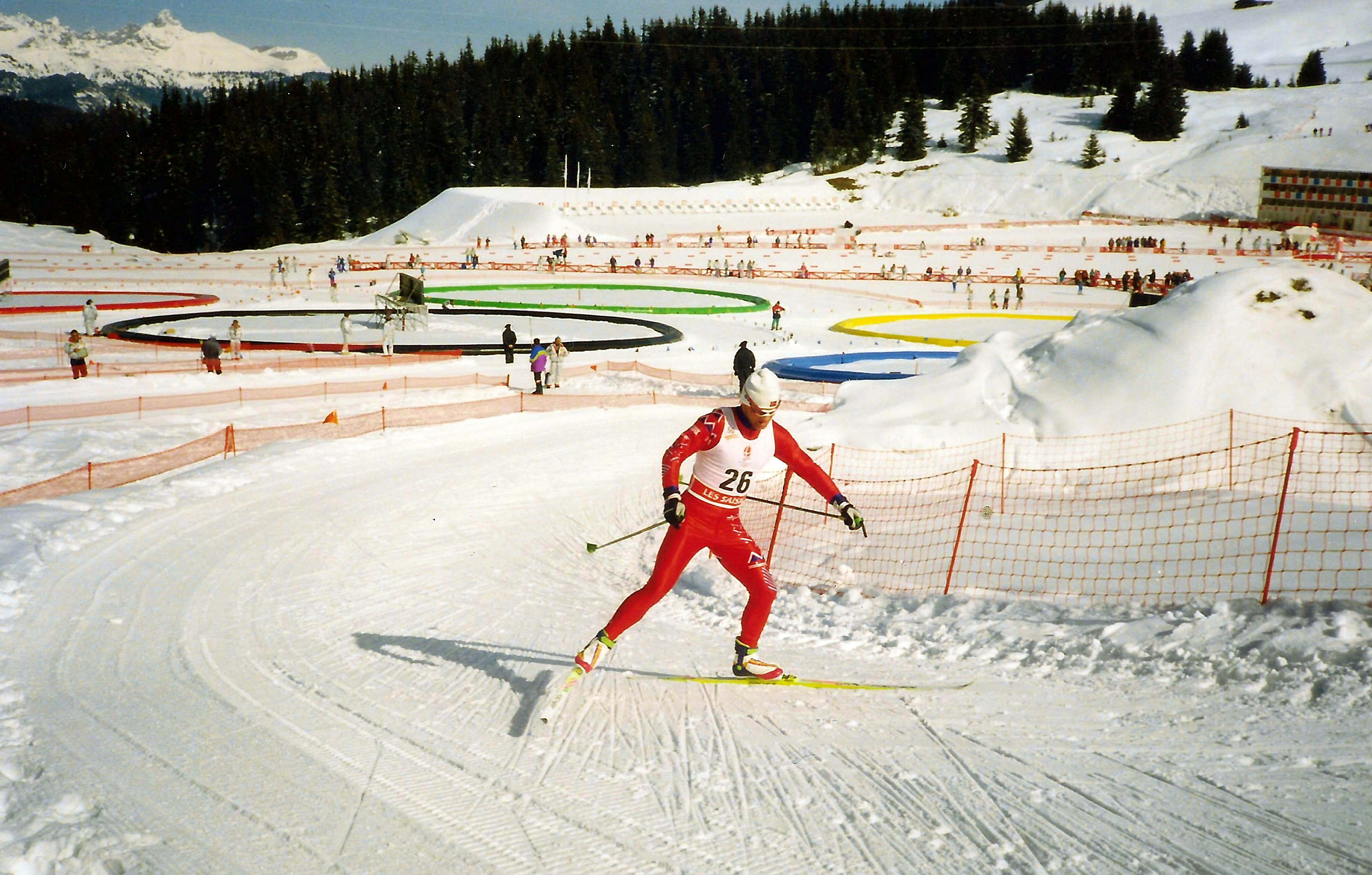
Kristen Skjeldal lors du 50 km hommes des J.O. d'Albertville, le 22 février 1992.

| Épreuve / Édition | Albertville 1992 | Lillehammer 1994 | Salt Lake City 2002 |
| 10 km             | 38e              |                  |                     |
| 20 km poursuite   |                  |                  | 22e                 |
| 30 km             |                  | 18e              | Bronze              |
| 50 km             | 20e              |                  |                     |
| 4 × 10 km         | Or               |                  | Or                  |

### Championnats du monde
| Épreuve / Édition | Val di Fiemme 1991 | Thunder Bay 1995 | Trondheim 1997 | Ramsau 1999 | Lahti 2001 | Val di Fiemme 2003 | Oberstdorf 2005 |
| 10 km             |                    | 26e              |                |             |            |                    |                 |
| 15 km             | 7e                 |                  |                |             |            |                    |                 |
| Poursuite         |                    | 18e              |                |             | 10e        | 22e                | 7e              |
| 30 km             |                    |                  | 8e             | 14e         |            |                    |                 |
| 50 km             |                    |                  |                | 6e          | 10e        | 24e                | 7e              |

### Coupe du monde
- Meilleur classement général : 4e en 2002.
- 11 podiums individuels dont 1 victoire au 30 km libre de Lahti en 1991.